# Dosierkalender
Im Dosierkalender sind die sogenannten Dosiertage, auch Blockabfertigungs-Termine genannt, verzeichnet.
An diesen Dosiertagen werden auf der A12 Inntalautobahn im Bereich des Grenzübergangs Kufstein/Kiefersfelden auf österreichischem Staatsgebiet bei der Anschlussstelle „Kufstein Nord“ in Fahrtrichtung Innsbruck Lkw-Blockabfertigungen durchgeführt.
Die jeweils für diese Dosiertage eigens eingerichtete Kontrollstelle (Checkpoint) dürfen dann rund 200 bis maximal 300 Lkw pro Stunde passieren. Seit 2. Juli 2018 kommt dabei ein speziell dafür ausgerüsteter mobiler Abrollcontainer zum Einsatz. Ab Februar 2020 wurde zusätzlich ein automatisiertes Dosiersystem fix installiert, das bei hohem Verkehrsaufkommen automatisch aktiviert werden kann. Dazu kommen insbesondere Ampeln, LED-Wechseltextanzeigen und Videoüberwachungen, die an verschiedenen Standorten errichtet werden, zur Anwendung. Am 9. März 2020 ist dieses 1,35 Millionen Euro teure System erstmals zum Einsatz gekommen.
Die Kontrolltätigkeit wird von der österreichischen Polizei durchgeführt und beginnt meist gegen 5 Uhr in der Früh und endet dann im Laufe des Vormittags, sobald der größte Lkw-Andrang vorüber ist. Die durchschnittliche Blockabfertigungsdauer beträgt rund 4 Stunden pro Dosiertag.
Durch die Dosierung sollen ein Verkehrsinfarkt entlang der A12 Inntal- und der A13 Brennerautobahn vermieden, die Umwelt sowie die Gesundheit der Bevölkerung geschützt und die Verkehrs- und Versorgungssicherheit entlang dieser Route gewahrt werden. Auch sollen dadurch Einsatzfahrten von Blaulichtorganisationen durchführbar bleiben. Trotz der Verlangsamung soll der freie Warenverkehr so wenig wie möglich beeinträchtigt werden.
Zudem soll der Ausweichverkehr auf das untergeordnete Straßennetz minimiert werden, weswegen im Sommer 2019 zusätzlich zeitlich befristete Fahrverbote für alle Kraftfahrzeuge – ausgenommen Ziel-, Quell- und Anrainerverkehr – auf mehreren niederrangigen Tiroler Straßen eingeführt wurden.
Als Hauptgrund der Probleme wird der zunehmende Lkw-Transitverkehr angesehen. Besonders an Tagen mit erhöhtem Lkw-Aufkommen in Verbindung mit erhöhtem Pendler- oder Urlauberverkehr steigt die Wahrscheinlichkeit einer Überlastung. Mittels Lkw-Dosierung können die Spitzen des Lkw-Aufkommens durch die zeitliche Streckung der Lkw-Fahrten gekappt werden.
Die Blockabfertigungen sorgen wiederholt für Kritik von Tirols Nachbarn; speziell aus Bayern und Südtirol/Trentino beklagt man sich z. B. wegen der Verzögerungen und des Rückstaus.

## Erstellung
Der Dosierkalender wurde von der Tiroler Landesregierung, der österreichischen Polizei und der ASFINAG erarbeitet.
Zur Festlegung der Dosiertage wurden Tage mit erhöhtem Risiko für einen Verkehrskollaps identifiziert. Dazu wurden Erfahrungen aus der jüngeren Vergangenheit herangezogen und speziell für den Dosierkalender 2018 das Verkehrsaufkommen im Zeitraum von September 2016 bis Februar 2018 und für den Dosierkalender für das 1. Halbjahr 2019 zusätzlich das Verkehrsaufkommen des laufenden Jahres 2018 analysiert.
Je nachdem, wie sich der Schwerverkehr im Laufe des Jahres entwickelt, kann es auch zu nachträglichen Änderungen bei den zuvor fixierten Dosiertagen kommen.

## Zweck
Der Dosierkalender dient der transparenten und frühzeitigen Verlautbarung der Dosiertage. Er soll allen Verkehrsteilnehmern, insbesondere Frächtern, eine langfristige Planung ihrer Fahrten (in Richtung Süden) über die A12 Inntal- und A13 Brennerautobahn erlauben und die EU-Konformität der Verkehrsdosierung sichern.

## Beispiele für Dosiertage
Im Dosierkalender 2. Halbjahr 2020 vom 18. Februar 2020 sind die folgenden 15 Dosiertage verzeichnet:
| Laufnummer | Monat    | Anzahl je Monat | Datum      | Wochentag  |
| ---------- | -------- | --------------- | ---------- | ---------- |
| 01         | Juli     | 4               | 06.07.2020 | Montag     |
| 02         | Juli     | 4               | 13.07.2020 | Montag     |
| 03         | Juli     | 4               | 20.07.2020 | Montag     |
| 04         | Juli     | 4               | 27.07.2020 | Montag     |
| 05         | Oktober  | 2               | 05.10.2020 | Montag     |
| 06         | Oktober  | 2               | 27.10.2020 | Dienstag   |
| 07         | November | 5               | 03.11.2020 | Dienstag   |
| 08         | November | 5               | 05.11.2020 | Donnerstag |
| 09         | November | 5               | 12.11.2020 | Donnerstag |
| 10         | November | 5               | 19.11.2020 | Donnerstag |
| 11         | November | 5               | 26.11.2020 | Donnerstag |
| 12         | Dezember | 4               | 02.12.2020 | Mittwoch   |
| 13         | Dezember | 4               | 03.12.2020 | Donnerstag |
| 14         | Dezember | 4               | 09.12.2020 | Mittwoch   |
| 15         | Dezember | 4               | 10.12.2020 | Donnerstag |